# Локалитет у Гргуревцима
Налазиште у Гргуревцима је археолошки локалитет на територији општине Сремска Митровица, код истоименог села, Гргуреваца. Период градње је између 13. века и 17. века. Припада категорији споменика културе од великог значаја. Локални регистар води Завод за заштиту споменика културе Сремска Миртовица. Локалитет је уписан у централни регистар 1997. године.
У месту Гргуревци откривена је правоугаона подземна грађевина од правилно клесаних тесаника, са сводом. Археолошка ископавања вршена су 1978. и 1980. године када је објекат и заштићен. Грађевина је оријентисана у правцу север — југ. На северном и јужном зиду откривена је ниша са луком. Под је од набоја са дрвеним даскама. Постојао је отвор за вентилацију који се налазио на своду објекта.
Налази керамике припадају турском периоду. Од осталог покретног материјала откривени су гвоздени клинови и потковице.